# Constantinus (Konsul 457)
Flavius Constantinus war ein spätantiker oströmischer Beamter und Politiker des 5. Jahrhunderts. 
Constantinus war im Jahr 457 Konsul und dreimal Prätorianerpräfekt des Ostens (praefectus praetorio per Orientem) in den Jahren 447, 456 und 459. Zudem trug er den Ehrentitel patricius.
Währens seiner ersten Präfektur unter Kaiser Theodosius II. leitete Constantinus die Restaurierung der theodosianischen Mauern von Konstantinopel, die 447 durch ein Erdbeben beschädigt worden waren. In nur 60 Tagen stellte er die Mauern wieder her, als die Hunnen unter Attila eine Bedrohung darstellten. Eine zweisprachige Ehreninschrift in Latein und Griechisch beschreibt die Restaurierung der Mauern:

“Theodosii iussis gemino nec mense peracto Constantinus ovans haec moenia firma locavit tam cito tam stabilem Pallas vix conderet arcem”

„Auf Theodosius’ Befehl hin errichtete Constantinus in weniger als zwei Monaten triumphierend diese starken Mauern. So schnell und so stabil hätte selbst Pallas (Athene) kaum eine Festung erbauen können.“

“Ἤμασιν ἑξήκοντα φιλοσκήπτρῳ βασιλῆι Κωνσταντῖνος ὕπαρχος ἔδειμάτο τείχει τεῖχος”

„In sechzig Tagen errichtete Constantinus, der Präfekt, für den zepterliebenden Kaiser diese Mauer als starke Festung.“

464/465 wurde Constantinus als Gesandter zu Peroz I., dem König der Sassaniden, geschickt. Er wartete zunächst in Edessa, bevor er an Peroz’ Hof empfangen wurde. Die Sassaniden äußerten mehrere Beschwerden und forderten römische finanzielle Beiträge zur Verteidigung der Kaspischen Pforten. Die Römer lehnten dies ab, und Constantinus kehrte ohne Erfolg zurück.